# مؤسسه فناوری سپولوه نوامبر
مؤسسه فناوری سپولوه نوامبر (به لاتین: Sepuluh Nopember Institute of Technology) یک دانشگاه در اندونزی است که در سورابایا واقع شده‌است.